# Aquarius (laboratorium)

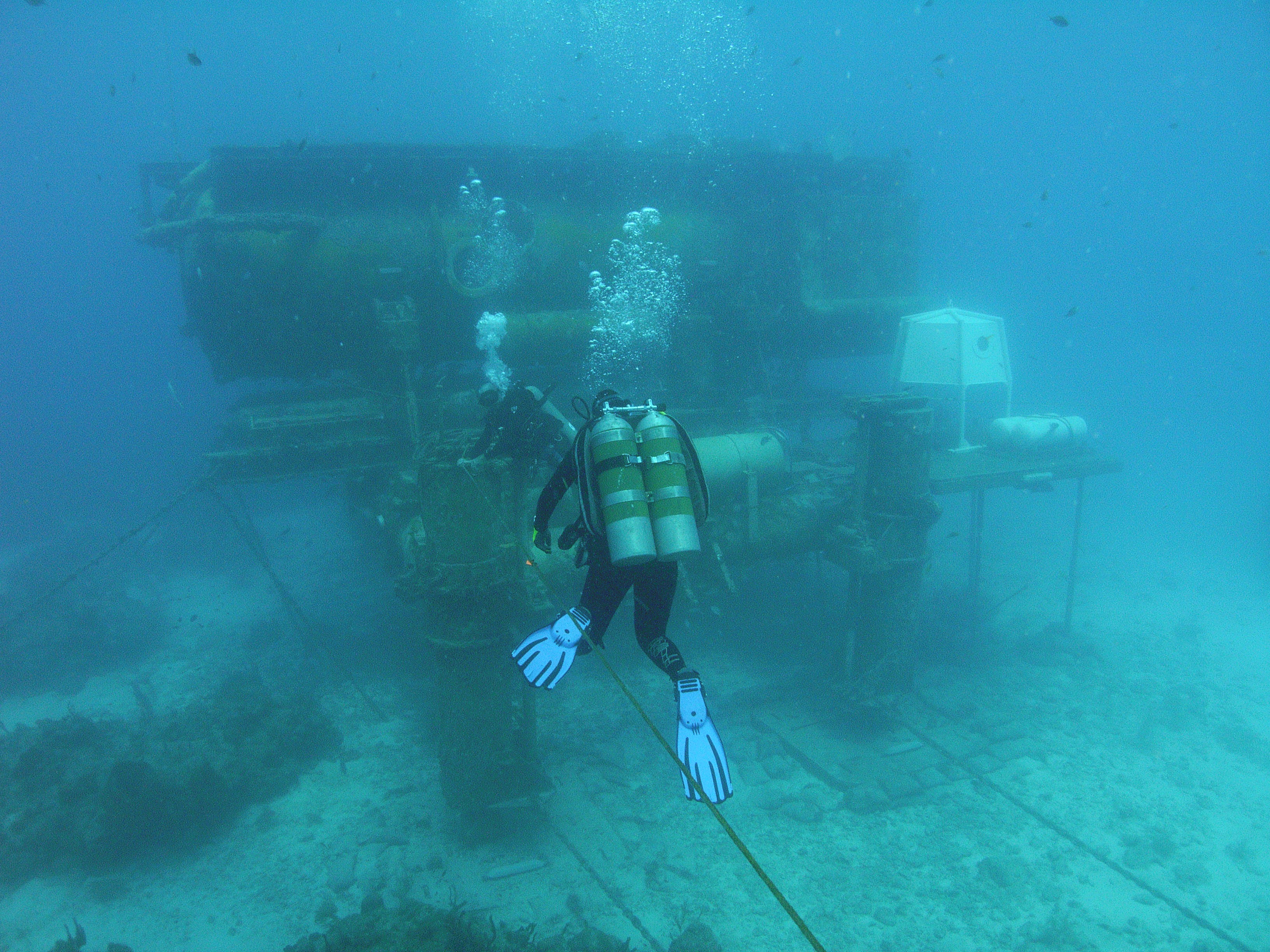
Aquarius

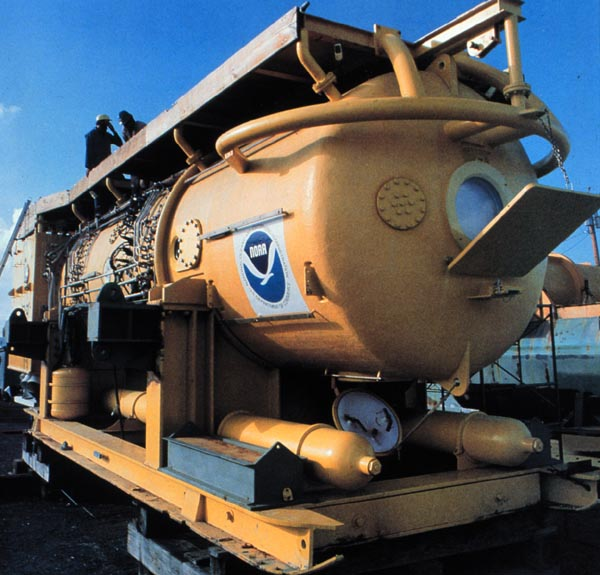
Stacja przed zanurzeniem

Aquarius (ang. Aquarius Reef Base) – podwodne laboratorium położone na głębokości 19 metrów u wybrzeży wyspy Key Largo w Narodowym Rezerwacie Morskim Florida Key na Florydzie.
Stacja powstała w 1986 roku w Victorii w Teksasie i początkowo nosiła nazwę „George F. Bond” od imienia lekarza amerykańskiej marynarki wojennej oraz pioniera nurkowania saturacyjnego. Pierwotnie miała znajdować się u wybrzeży Catalina Island w Kalifornii, ale została przeniesiona na Wyspy Dziewicze Stanów Zjednoczonych i w 1988 roku rozpoczęła swoją działalność. Rok później po huraganie Hugo, Aquarius został przeniesiony do Wilmington w Karolinie Północnej, gdzie przez osiemnaście miesięcy był odnawiany. Ostatecznie w 1993 roku został umieszczony w obecnej lokalizacji.
Laboratorium jest przymocowane do płyty nośnej i znajduje się 4 metry nad dnem. Mierzy ok. 13 metrów długości i 2,75 m średnicy. Stacja jest również przystosowana do nurkowania saturacyjnego, które pozwala nurkom opuszczać ją jednorazowo na kilka godzin bez potrzeby wynurzania się na powierzchnię i dekompresji.
Stacja jest całorocznie zamieszkiwana i służy jako baza wypadowa dla oceanografów, biologów i inżynierów, badających dno morskie, zwierzęta oraz zmiany ekologiczne. Może pomieścić do sześciu osób, których misje trwają średnio około dziesięciu dni. Badacze posiadają do dyspozycji dwa laboratoria, sypialnię z sześcioma kojami, toaletę, prysznic oraz boję ratunkową połączoną ze stacją, która zawiera nadajnik radiowy pozwalający na kontakt z centrum kontroli na lądzie. 
Od 2001 roku NASA wykorzystuje stację w ramach misji NEEMO do treningu astronautów oraz symulacji misji kosmicznych odbywających się w stanie nieważkości.
W 2014 roku Fabien Cousteau, wnuk Jacquesa Cousteau i jego załoga spędzili 31 dni w Aquariusie oddając w ten sposób hołd Jacquesowi Cousteau, który spędził pod wodą 30 dni w czasie swojej wyprawy w 1963 roku. Pobili w ten sposób również jego rekord.